# Roger Cornillac
Pour les articles homonymes, voir Cornillac.
Roger Albert Marie Cornillac est un acteur et metteur en scène français né le 25 juin 1939 à Oullins.
Premier époux de la comédienne Myriam Boyer, il a eu avec cette dernière un fils, le comédien Clovis Cornillac.

## Filmographie
- 1970 : L'Illusion comique de Corneille, réalisation Robert Maurice
- 1983 : La Petite Bande de Michel Deville
- 2012 : ALF de Jérôme Lescure : Victor
- 2014 : L'affaire SK1 de Frédéric Tellier : le clochard
- 2021 : C'est magnifique ! de Clovis Cornillac : patron bistrot
- 2022 : Couleurs de l'incendie de Clovis Cornillac : Barman
- 2025 : Vacances forcées de François Prévôt-Leygonie et Stéphan Archinard : André

## Théâtre

### Comédien
- 1967 : Le Revizor de Nicolas Gogol, mise en scène Edmond Tamiz, Comédie de Saint-Étienne Théâtre de l'Est parisien
- 1971 : Le Septième Commandement : Tu voleras un peu moins… de Dario Fo, mise en scène Jacques Mauclair, Festival de la Cité Carcassonne, festivals d'été
- 1971 : Les Trois Mousquetaires d'Alexandre Dumas, mise en scène Michel Berto, Festival de la Cité Carcassonne
- 1971 : Torquemada de Victor Hugo, mise en scène Denis Llorca, Théâtre du Midi : Festival de la Cité Carcassonne, Festival de Marsillargues, Festival de Collioure, Festival de la mer Sète
- 1972 : La Mort des fantômes de Bernard Dabry, mise en scène Denis Llorca, Théâtre de l'Ouest parisien
- 1972 : Henri IV de William Shakespeare, mise en scène Denis Llorca, Festival national de Bellac
- 1972 : Le Cid de Corneille, mise en scène Denis Llorca, Théâtre de la Ville
- 1973 : Falstaff de William Shakespeare, mise en scène Denis Llorca, Théâtre de l'Ouest parisien
- 1974 : Falstaff de William Shakespeare, mise en scène Denis Llorca, Théâtre de Nice
- 1974 : Les Mille et Une Nuits de Cyrano de Bergerac, Le Voyage sur la lune de Cyrano de Bergerac de Denis Llorca, mise en scène de l'auteur, Théâtre de l'Île
- 1976 : Les Mille et Une Nuits de Cyrano de Bergerac, Le Voyage sur la lune de Cyrano de Bergerac de Denis Llorca, mise en scène de l'auteur, Théâtre Sorano Toulouse
- 1985 : La locandiera de Carlo Goldoni, mise en scène Jean-Claude Sachot, Festival Théâtral d'Albi
- 2004 : Calderón de Pier Paolo Pasolini, mise en scène Laurent Fréchuret, Théâtre de Sartrouville
- En Dom Tom dans L'Avare de Molière mise en scène Yves Gourmelon, avec : Patrick Hannais, Christèle Demidof, Marc Feldhun, Daniel Royan, Alexandra Royan, Pierre Barayre, Jean Gosselin.

### Metteur en scène
- 1977 : Luna Docks de Plinio Marcos
- 1985 : La Charette des caymans d'après Ruzzante, mise en scène Roger Cornillac, Théâtre de la Plaine
- À mis en scène la pièce Atmosphedre avec le théâtre de la nouvelle cigale d'Aigues Mortes.
- En 2008, il met en scène La Villégiature avec la troupe du théâtre de la nouvelle cigale d'Aigues Mortes.